# Gisela von Waldow
Gisela von Waldow (* 27. August 1930 in Berlin) ist eine deutsche Künstlerin.

## Leben und Werk
Gisela von Waldow wurde 1930 als Tochter von Raimund und Hertha Sander, geborene Ulrich, in Berlin geboren. 1942 flohen ihre Eltern mit ihr nach Bad Berka und 1944 weiter nach Glücksburg. Ihr Schulabschluss erfolgte 1951 am Auguste-Viktoria-Lyceum in Flensburg. Danach arbeitete sie als Hilfsschwester in Chepstow, ab 1953 machte sie eine Ausbildung zur Fremdsprachen-Korrespondentin. Seit 1955 lebt sie in Hamburg. Ab 1975 besuchte sie Kurse für Bildhauerei bei Erika Werner, Heinz Schrand und Karin Hertz. 1981 gründete sie in ihrer Werkstatt die „Volksdorfer Puppenschule“, in der sie plastisches Gestalten lehrte. Sie wandte sich in ihren Kursen insbesondere an Frauen im mittleren Lebensalter. 1986 wurde sie mit ihren Schülerinnen zur Wiedereröffnung des Yokohama Doll Museums eingeladen, dessen Ziel es ist, durch den Austausch von sog. Freundschaftspuppen einen Beitrag zur Verständigung der Völker zu leisten.
Die Eindrücke dieser Reise in ein Land, in dem die Industrialisierung und Technisierung aller Lebensbereiche viel sichtbarer war als in Deutschland, führten zu einer künstlerischen Neuorientierung und damit auch zur Beendigung ihrer Lehrtätigkeit. Hatte sie bis dahin vor allem mit Keramik gearbeitet, wandte sie sich ab 1987 dem Werkstoff Papier zu, insbesondere selbstgeschöpftem Papier aus Pflanzenfasern. Dem Material entsprechend entwickelte sie eine reduzierte, zeichenhafte Formensprache. Es entstanden große mehrteilige Werkgruppen und Installationen zu Themen wie Flucht, Migration und Heimatlosigkeit. 1991 beteiligte sie sich mit ihrer Arbeit Bodybags an der Ausstellung Menetekel gegen den ersten Golfkrieg in der Gnadenkirche, Hamburg-St. Pauli. Zwischen 1995 und 2001 führten sie regelmäßige Studienaufenthalte nach Marrakesch, wo sie eines der Häuser des Künstlers Hans Werner Geerdts bewohnte. In Auseinandersetzung mit der anderen Lebenswelt, die sie in Marokko kennen lernte, begann sie fotografische Vorlagen in ihre Arbeit miteinzubeziehen. Sie entwickelte eine eigene Technik der Collage aus selbstgeschöpftem Papier und Overheadfolien, auf die sie fotografische Motive (sowohl eigene, als auch Vorlagen aus Zeitschriften) kopierte und zu großformatigen Tableaus zusammenstellte. Seit 2007 bezieht sie die Möglichkeiten digitaler Bildbearbeitung in ihre Arbeiten mit ein.
Gisela von Waldow ist die Mutter von Wolf von Waldow.

## Mitgliedschaften
- GEDOK Schleswig-Holstein
- BBK Bundesverband bildender Künstler Hamburg
- IAPMA International Association of Handpapermakers and Paper Artists

## Ausstellungen (Auswahl)

### Einzelausstellungen (Auswahl)
- 1991: „Gisela v. Waldow - Installationen, Bilder, Objekte“, Kunstverein Heide, Heide
- 1994: „Wegloser Weg“, Hauptkirche St. Jacobi, Hamburg
- 1997: „Unterwegs“, Kulturzentrum Marstall, Ahrensburg
- 1998: „ZRIPT RLOU“, Kunstforum der GEDOK, Hamburg
- 1998: „Reisewelten“, Stadthauptmannshof, Mölln
- 2000: „Mauer-Werk“, Osterwalder’s Art Office, Hamburg
- 2006: „Die Stadt“, Galerie foyer d’art, Hamburg
- 2007: „Zwei Welten“, Botschaft des Königreichs Marokko, Berlin

### Gruppenausstellungen (Auswahl)
- 1987: „Scenaria. Autonome Frauenkultur in Hamburg“, Halle K3 Kampnagelfabrik, Hamburg; Bonn
- 1988: „Skripturale 88“, Frauenmuseum, Bonn
- 1990: „Das Buch. Künstlerobjekte“, Kunsthaus Hamburg
- 1991: „Menetekel“, Gnadenkirche, Hamburg
- 1992: „In Bewegung“, Halle K3, Kampnagelfabrik, Hamburg
- 1993: „Kunstpreis Plastik“, Kunstverein Hürth
- 1996: „Paper Road“, Galerie Egelund, Kopenhagen (Dänemark)
- 1999: „Zwischen Ozeandampfer und Cornflakes“ GEDOK, Lübeck
- 2002: „frauen bilder kunst welten. 25 Jahre GEDOK Schleswig-Holstein“, Landdrostei Pinneberg
- 2003: Galerie Infra, Stockholm
- 2003: „frauen bilder kunst welten“, Kloster Cismar, Schleswig-Holstein
- 2005: „Fremd ist der Fremde nur in der Fremde“, Hauptkirche St. Jacobi, Hamburg